# Akçakale
Akçakale – miasto w Turcji w prowincji Şanlıurfa, leżące przy granicy z Syrią (przejście graniczne).

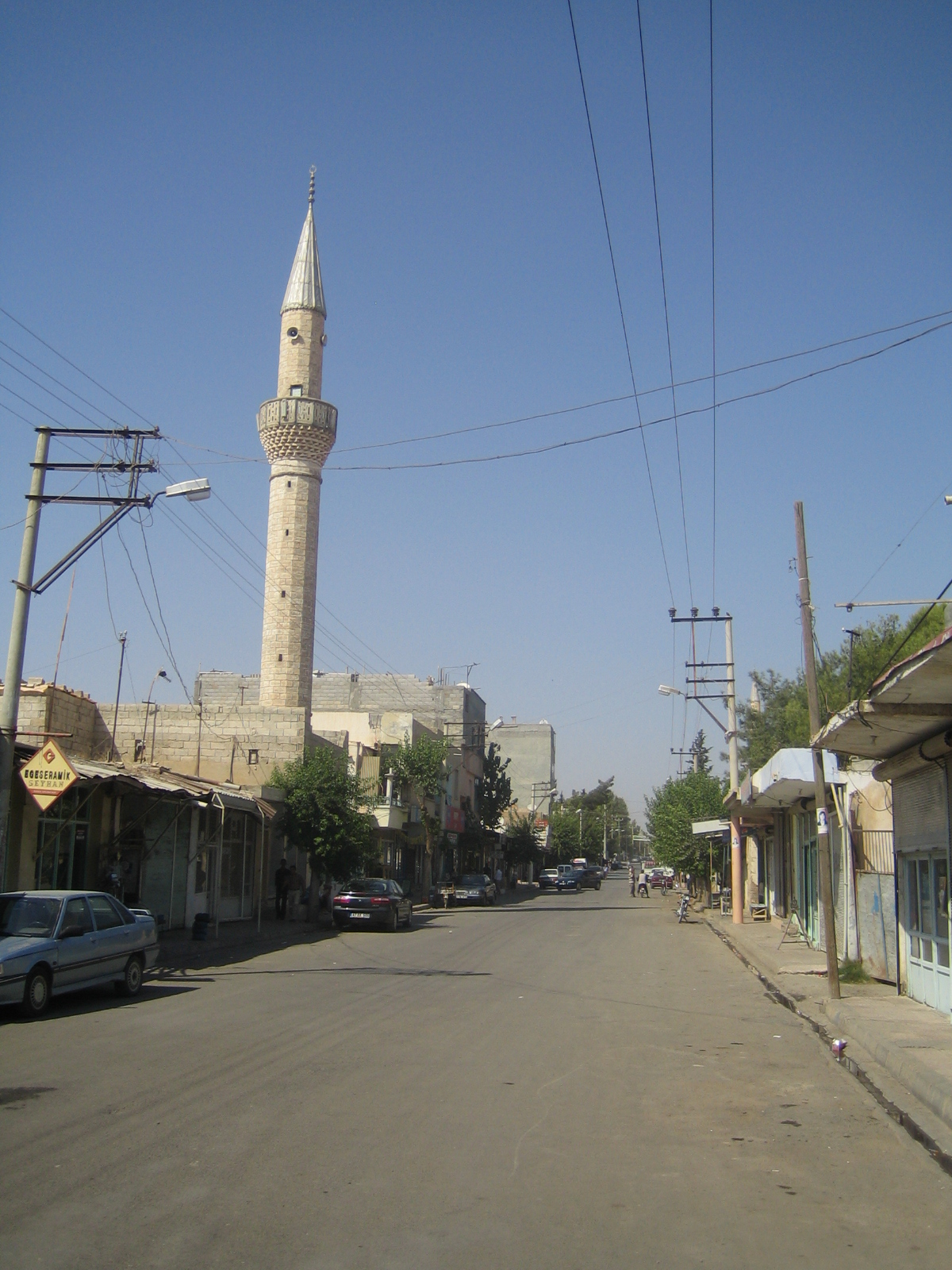

Według danych na rok 2000 miasto zamieszkiwało 32 114 osób.
3 października 2012 roku miasto znalazło się pod ostrzałem moździerzowym przeprowadzonym z terytorium Syrii, gdzie toczyła się wojna domowa. Przyczyniło się to do dalszego zaognienia sytuacji przy granicy turecko-syryjskiej oraz mobilizacji wojsk tureckich w regionie.